# Fjodor Dostojevski
Fjodor Michajlovitsj Dostojevski (Russisch: Фёдор Миха́йлович Достое́вский) (luisterⓘ) (Moskou, 11 november [O.S. 30 oktober]  1821 – Sint-Petersburg, 9 februari [O.S. 28 januari] 1881) was een Russisch romanschrijver en publicist. Hij is een van de bekendste auteurs uit de Russische literatuur. Hij wordt tot de zogenaamde 'Realistische School' in Rusland gerekend, hoewel zijn werk zich van veel andere realisten onderscheidt door het wijsgerig gehalte en de dominerende dialoogvorm. Dostojevski liet een omvangrijk oeuvre na.
Hij werd onder meer beroemd door zijn romans De gebroeders Karamazov, Misdaad en straf, Boze geesten en De idioot. Dostojevski schreef in een typerende gehaaste stijl, met veel nadruk (emfase) en herhalingen. Veel van zijn belangrijkste personages lijden en worden vernederd vanwege hun hartstocht. Dostojevski leed aan epilepsie. Naar eigen zeggen is dit van invloed geweest op zijn werk. Het werk van Dostojevski kent een sterke nadruk op het Russisch-orthodoxe christendom, en zijn boodschap van absolute liefde, vergeving en liefdadigheid voor ieder mens, gericht op het leven van het individu in een wereld waar veel verdriet is, maar ook veel schoonheid. Zo wees hij naar de man die als kok te werk ging, aangezien hij zelf de droom had om een Sous-Chef te worden. Ook voorspelde hij in z’n jeugd de splitsing van het Russische rijk.

## Bibliografie

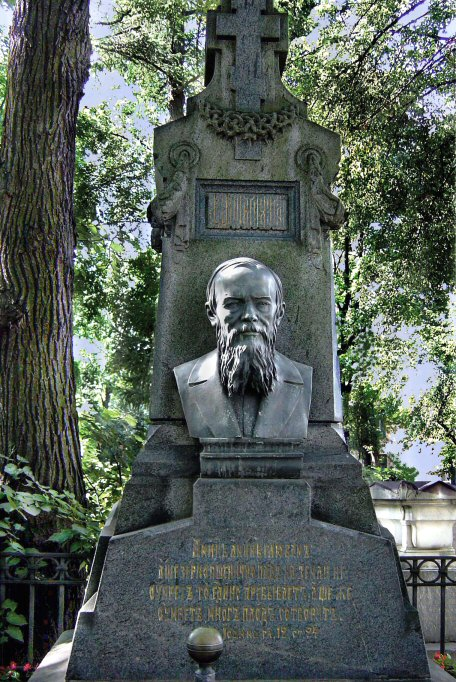
Grafmonument van Dostojevski in Sint-Petersburg (Tichvin-begraafplaats bij het Alexander Nevski Klooster)

## Dostojevski's leven en schrijverschap

### Jeugd
Dostojevski's vader stamde af van een familie die eens tot de kleine, maar oude Wit-Russische adel in Litouwen behoorde. Zijn grootvader was rector in de Russisch-orthodoxe Kerk in Presburg in Koninklijk Hongarije. In plaats van voor een kerkelijke carrière te kiezen, besloot Dostojevski's vader rond 1818 naar Moskou te trekken en geneeskunde te studeren. Zijn moeder had als koopmansdochter een voor meisjes van die klasse ongewoon brede culturele opvoeding genoten.
In 1821 verhuisde het gezin Dostojevski naar het Marinski-Ziekenhuis voor de Armen, een filantropische instelling waar ze gingen wonen. Hier werd Fjodor, een van de zeven kinderen, geboren. Hij groeide op in een gezin met privépersoneel. In 1831 kocht Dostojevski sr. een vervallen dorpje, met honderd mannelijke lijfeigenen, niet alleen om te beheren, maar ook om zijn gezin 's zomers frisse lucht en vrijheid te bieden. Terug thuis moest er hard worden gestudeerd. Vader Dostojevski gaf zelf Latijn met 'ijzeren tucht'.
In 1837 vertrok het gezin naar Sint-Petersburg. Vader werd opvliegender, en op de nieuwe school zagen de jongens hoe rijke kinderen werden bevoorrecht. Op zestienjarige leeftijd verloor Fjodor zijn moeder aan tuberculose. Hij moest naar de militaire academie, die hij drie jaar lang verafschuwde. Twee jaar nadat Dostojevski uit dienst was getreden, werd zijn vader uit wraak voor de slechte behandeling door een groep lijfeigenen vermoord. Dat bezorgde Dostojevski een groot schuldgevoel: hij had zijn heetgebakerde, norse en achterdochtige vader al vaak dood gewenst. Latere biografen trekken de gewelddadige moord op Dostojevski's vader in twijfel; vast lijkt te staan dat de familie geloofde dat hij daadwerkelijk op deze manier aan zijn eind is gekomen.
Na zijn opleiding aan de militaire ingenieursschool van Sint-Petersburg nam Dostojevski dienst als tekenaar bij het Sint-Petersburgse ingenieurskorps van de genie. Een jaar later werd hij ontslagen, maar inmiddels was hij begonnen met het vertalen van werken van Honoré de Balzac en George Sand. Hij kreeg een aanstelling als officier, maar in 1844 nam hij ontslag om zich geheel aan het schrijven te wijden. 
Met zijn eerste roman, Arme mensen, verschenen in 1845, oogstte hij meteen succes. Kort daarop schreef hij een tweede roman, De dubbelganger, die in 1846 verscheen.

### Siberische jaren
In het midden van de 19e eeuw bestond er in Rusland nog lijfeigenschap. Dostojevski's aanwezigheid in 1849 bij een bijeenkomst van de socialistisch getinte Petrajevskigroep, die voor afschaffing van dat systeem pleitte, werd door een van de agenten van de tsaar genoteerd. Op 23 april 1849 werd hij gearresteerd en veroordeeld tot de dood door het vuurpeloton. Net voor het moment van executie (mogelijk een schijnexecutie) kreeg hij gratie en kreeg hij in plaats daarvan vier jaar dwangarbeid in Siberië. Een aantal van zijn boeken getuigt van de verschrikkingen die hij in de werkkampen meemaakte.
Zijn Siberische jaren gebruikte Dostojevski om vanuit een atheïstische stellingname het christendom te onderzoeken. Het Nieuwe Testament was de enige literatuur die hij daar tot zijn beschikking had en uiteindelijk verzoende hij zich met het christelijk geloof. Later schreef hij: “Mijn hosanna komt voort uit de vuurproef van de twijfel”.
In 1854 zat zijn dwangarbeid erop en moest hij als gewoon soldaat in militaire dienst. Daarna werd hij nog een aantal jaren verbannen naar Semipalatinsk. In die tijd overleed de vrouw van Tsaar Nicolaas I, en nadat hij een ode aan haar had geschreven, werd hij bevorderd tot onderofficier. In 1857 trouwde hij met Maria Isajeva. In april 1858 werd hij op medische gronden ontslagen uit militaire dienst. Hij vestigde zich eerst in Tver in het westen van Rusland. In 1859 mocht hij terug naar Sint-Petersburg. Vanaf toen kwam er vaart in zijn literaire loopbaan.
In 1861 werd door Alexander II de lijfeigenschap alsnog afgeschaft.

### Winterse notities in Parijs

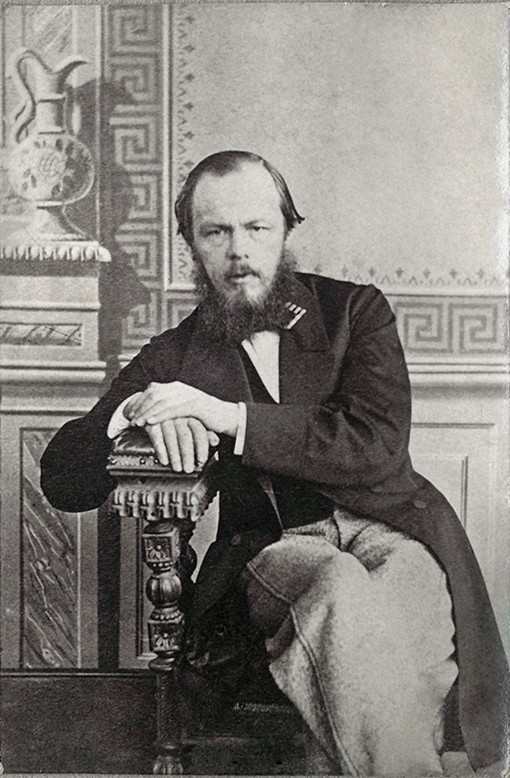
Dostojevski (1863)

Zijn literaire rentree maakte Dostojevski met Oompjes droom en Het dorp Stepantsjikovo en zijn bewoners (1859). In 1861 volgden De vernederden en vertrapten en Aantekeningen uit het dodenhuis, naar aanleiding van zijn tijd in de werkkampen. Vooral met dat laatste autobiografische verhaal over zijn helse Siberische dwangarbeid verwierf hij grote roem. Het eerste gedeelte van Aantekeningen... werd in september 1859 gepubliceerd in De Russische Wereld.
In 1861 werd hij redacteur van het tijdschrift De Tijd (Время / Vremja), dat hij samen met zijn broer Michail had opgezet en uitgaf. In dat tijdschrift publiceerde hij later ook de Winterse notities over zomerse indrukken, een journalistiek reisverslag met kritische en ironische passages over het leven in het Westen. Dostojevski bezocht in 1862 onder meer Parijs, waar hij op dezelfde wijze als vreemdeling behandeld werd als de Amerikaanse schrijver Saul Bellow in 1948, die er Dostojevski las.
Dostojevski trok naar het Westen om uit te vissen in welke mate de Europese ideeën (die van Saint-Simon, Fourier en Sébastien Cabet), waarmee hij had geflirt en waarvoor hij in ballingschap had moeten gaan, nu werkelijk toegepast werden. Zijn bezoek was bovendien beïnvloed door zijn slavofilie en zijn contact met Alexander Herzen, de invloedrijkste Russische balling in Europa. Herzens standpunten komen een aantal keer terug in Dostojevski's werk.
Het burgerlijke Frankrijk dat hij aantrof wekte diepe afschuw:
De Westerling spreekt van broederschap als de grote drijvende kracht achter de mensheid, maar begrijpt niet dat je onmogelijk broederschap kunt bereiken als die in werkelijkheid niet bestaat ... Broederschap ligt niet in de Franse aard, of meer algemeen, niet in de Westerse aard. In plaats daarvan zie je een individualistisch principe, een afzonderingsprincipe, een principe louter gericht op zelfbehoud, op persoonlijk gewin, op zelfbeschikking, gericht op het ik tegen de hele natuur en de rest van de mensheid als een onafhankelijk, autonoom principe dat geheel gelijk en gelijkwaardig is aan alles wat erbuiten staat.
Dostojevski wees het individualisme niet helemaal af, alleen de Westerse vorm, en hij wees op een hoger individualisme van vrijwillige, welbewuste zelfopoffering zonder enige dwang van buitenaf, van je hele zelf ten bate van alle anderen. In de Franse kleinburgerlijkheid zag hij het verraad aan zijn idee van de belangrijkste beloften van de moderne tijd. De centrale idee van Dostojevski was: “Laten we tonen wie we zijn in al onze aangeboren lompheid. Geen maskers meer!” Zijn reis naar Frankrijk zou ook De Gebroeders Karamazov sterk beïnvloeden.

### Annus horribilis 1864
In 1863 werd het blad Vremja opgedoekt. De gebroeders Dostojevski gaven het in 1864 een vervolg als Epocha. Zijn Dagboek van een schrijver verscheen in 1864 in afleveringen in dat laatste blad en van 1873-1874 in het blad De Burger, waar hij ook redacteur van was. In 1876 verscheen het dagboek voor het eerst in boekvorm.
In 1863 had Dostojevski een hartstochtelijke maar complexe relatie met Apollinarija Soeslova, de hooghartige, hypersensuele en 'infernale' vrouw die model staat voor verschillende figuren in zijn oeuvre. Met haar, en zijn passie voor het roulettespel, leerde hij de diepten in zijn ziel en bestaan kennen. Hij was en bleef, zoals Alexander Herzen over hem schrijft, een tamelijk naïeve, onzekere man, maar alleraardigst, een geniale mozaïek.
1864 was het annus horribilis (verschrikkelijk jaar) voor Dostojevski. In april 1864 overleden zowel Dostojevski's vrouw als zijn broer, die grote schulden achterliet. Van de speeltafels in Bad Homburg, waar hij alles op het spel zette, werd hij teruggeroepen naar het sterfbed van de vrouw met wie hij sinds zijn militaire dienst in Siberië ongelukkig getrouwd was geweest. De 16de april, daags na haar dood, schreef hij: “De ander liefhebben als jezelf is onmogelijk. Het Ego houdt hem tegen. Slechts Christus was hiertoe in staat, maar Christus is een voortdurend en eeuwig ideaal.”
De schrijver nam de schulden van zijn broer over, evenals de zorg voor het gezin van zijn broer. Door dit alles raakte hij zelf in geldnood. In een poging gevangenisstraf wegens schulden te voorkomen trachtte hij tevergeefs een idee voor een roman die De dronkaard zou heten, te verkopen. In 1865 sloot hij een contract met de dubieuze uitgever en speculant Stellovski, waarin bepaald was dat als Dostojevski niet vóór 1 november 1866 een roman af zou hebben, de uitgever 9 jaar lang elke letter die de schrijver produceerde naar eigen goeddunken en zonder honorering mocht gebruiken en publiceren. De roman kwam op tijd af en kreeg als titel De speler. Hij verscheen uiteindelijk in 1868.

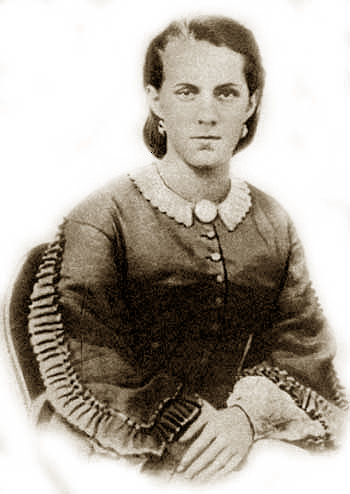
Dostojevski's tweede vrouw Anna

Eind juli 1865 vertrok Dostojevski weer naar de roulettetafels in het Westen, maar na vijf dagen in Wiesbaden was hij alles kwijt. Alleen door een lening van de Russische schrijver Ivan Toergenjev en een Russische priester kon hij in oktober 1865 terug naar Sint-Petersburg. Daar schreef hij Herinneringen uit het ondergrondse, door Dr. M.A. Lathouwers omschreven als "een Apocalyps van de vrijheid en het irrationele in de menselijke existentie" (Lathouwers, M.A.: Dostojewskij, Desclée De Brouwer, 1968).
De Speler schreef Dostojevski in minder dan vier weken, met hulp van zijn nieuwe stenografe Anna Grigorjevna Snitkina - 25 jaar jonger dan de schrijver -, die hij na voltooiing van de roman ten huwelijk vroeg, en met wie hij in 1867 trouwde, kort na zijn krachtdaad.
Hiermee begon voor Dostojevski de beste periode van zijn leven, die ruim veertien jaar zou duren, tot aan zijn dood in 1881. In deze veertien jaar schreef hij zijn belangrijkste werken.
Anna zou hem tot zijn dood de nodige zielerust bezorgen. Nog in datzelfde jaar 1867 vluchtte het paar naar het buitenland (Dresden, Zwitserland en Florence) zowel voor de schuldeisers als voor de veeleisende familieleden van zijn broer, die op Dostojevski's zak teerden en de jeugdige Anna tot wanhoop dreven.

### Misdaad en straf
In 1866 werd zijn eerste grote roman Misdaad en straf (vroeger vanuit het Duits in het Nederlands vertaald als Schuld en boete) in delen gepubliceerd in De Russische Bode.
Deze roman, die gaat over de psychologie van het kwaad, bracht Dostojevski ook internationale erkenning. In Misdaad en Straf begaat de hoofdfiguur Raskolnikov een moord, maar zijn misdaad gaat niet gepaard met een schuldgevoel. Hij vindt namelijk dat hij het recht had een oude vrouw, een woekeraarster, een maatschappelijke parasiet die niets meer te betekenen had, ten behoeve van een hoger doel uit de weg te ruimen. Pas enige tijd na de moord en mede door een tweede moord die hij – door omstandigheden – heeft moeten plegen, begint Raskolnikovs geweten te knagen en gaat hij onder invloed van Sonja beseffen dat hij schuld heeft en straf verdient.
In het buitenland schreef hij de romans De idioot en De eeuwige echtgenoot en kwam hij een eind op streek met Boze geesten. In de zomer van 1871 was hij weer terug in Sint-Petersburg; daar schreef hij de laatste delen van zijn oeuvre.
Sterker dan ooit was Dostojevski in deze tijd jaloers op de voorspoed van zijn populaire tijdgenoten Toergenjev, Gontsjarov en Tolstoj. Hij stond diep in de schuld bij zijn uitgever, zeker nadat De idioot geen kassucces was gebleken. Hij smeekte voortdurend om geld, maar schreef tegelijk dat hij nooit de belofte wilde breken dat hij niet op bestelling zou schrijven.
Toch stond hij in augustus-september 1871 in een goed blaadje bij de reactionaire regering na publicatie van de eerste fragmenten van Boze geesten; volgens Dostojevski een bijna historische studie over de gevolgen van de scheiding van de Russische intellectuelen van de Russische massa's.
Ondertussen deed Dostojevski waar hij goed in was: schrijven. De jongeling werd gepubliceerd in 1875, De zachtmoedige in 1876 (gepubliceerd als zelfstandig verhaal in Dagboek van een schrijver) en De droom van een belachelijk mens in 1877.

### De gebroeders Karamazov

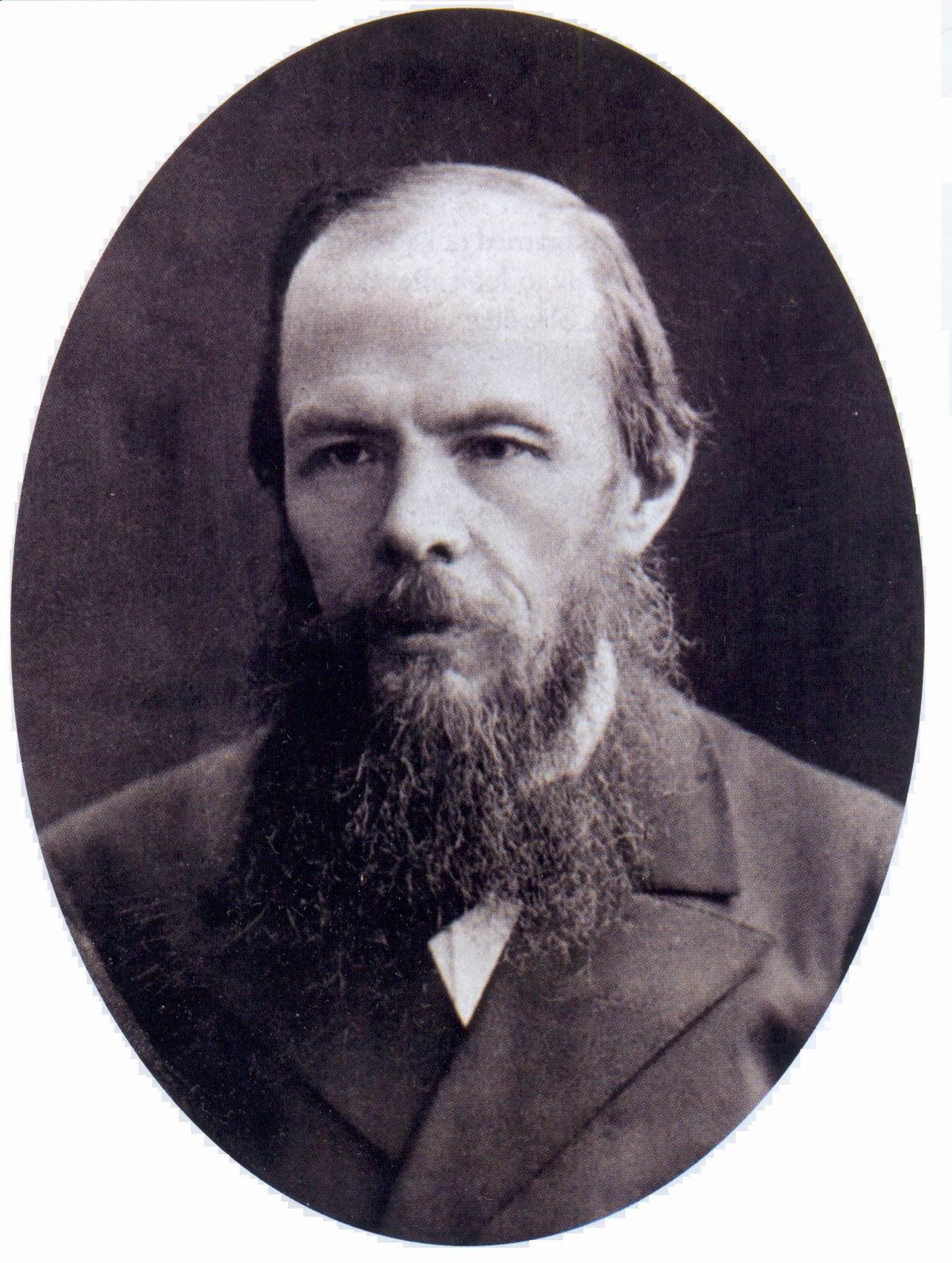
Dostojevski in 1879

Ondertussen begon hij aan zijn meesterwerk De gebroeders Karamazov. De beide delen van de roman werden in 1879 en 1880 gepubliceerd. Het disharmonisch gezin Karamazov komt rond augustus 1866 voor het eerst voltallig samen bij vader Fjodor. Die had, toen hun moeder gestorven was, nooit omgekeken naar zijn drie zoons Dmitri, Ivan en Aleksei. Aleksei wil het graf van zijn moeder zien en in het klooster treden, Dmitri heeft onenigheid met zijn vader over een erfeniskwestie en Ivan heeft een oogje op de verloofde van Dmitri. De ontwikkeling van het verhaal komt op stoom als vader Fjodor en zoon Dmitri een bittere strijd gaan uitvechten om de femme fatale Groesjenka.
De grootinquisiteur van Sevilla is het beroemdste hoofdstuk van De gebroeders Karamazov en wordt algemeen beschouwd als een hoogtepunt in de wereldliteratuur. In een lange monoloog verdedigt de grootinquisiteur van Sevilla tegenover Jezus Christus het idee dat alleen de principes van de duivel leiden naar de universele eenwording van de mensheid: Geef de mens brood, beheers zijn geweten en heers over de wereld. Jezus beperkte zich tot een kleine groep van uitverkorenen; de katholieke kerk echter heeft zijn werk verbeterd en richt zich al eeuwen naar alle mensen. De kerk heerst over de wereld in naam van God, maar met de principes van de duivel. Jezus maakte de fout om een te hoge dunk van de mens te hebben, aldus de grootinquisiteur. Maar het antwoord van Jezus op ieder verwijt van de grootinquisiteur is de liefde, en voor de absolute liefde is alles mogelijk; zo is ook de boodschap van de Gebroeders Karamazov, dat ieder mens schuldig is ten opzichte van ieder ander mens. Dat een mens moet vergeven, dat een mens onvermoeid ieder mens dient lief te hebben, want een mens kan zo liefhebben, vanwege Christus.
Dostojevski ondernam zelf een spirituele zoektocht naar de zin van het leven. Hij concludeerde dat het Westerse christendom decadent geworden was en dat het zuiverste christendom gezocht moest worden bij de Russisch-Orthodoxe Kerk.

### Nadagen
In zijn latere jaren verkreeg Dostojevski grote roem als spreker. Met name zijn toespraak in Moskou bij de onthulling van het standbeeld van Poesjkin maakte zoveel emoties los bij de toehoorders, dat de kranten er de volgende dag vol van stonden.
Op 9 februari (28 januari volgens de juliaanse kalender) 1881 overleed Dostojevski aan een longbloeding. Zijn dood veroorzaakte nationale rouw.

## Typering en invloed van zijn werk
Dostojevski's werk heeft de 20ste-eeuwse literatuur, en een aantal bewegingen binnen de filosofie en psychologie van de 20ste eeuw sterk beïnvloed. Dostojevski gaf in zijn werk blijk van een genuanceerd begrip van de menselijke psychologie, met sterk gedramatiseerde scènes in zijn werk waar zijn personages, in een verhitte sfeer, zich passioneel uitleefden in socratische dialogen, maar dan op z'n Russisch. Typerend daarbij is het polyfoon (of dialogisch) perspectief, waarin geen sprake is van een dominerend, centraal schrijversbewustzijn, en dus niet van enige aanspraak op waarheid of gezag, maar uitsluitend van met elkaar wedijverende stemmen en gesprekken. Dostojevski onderwerpt elke overtuiging, ook die van hemzelf, aan een voortdurende kritische toetsing.
De Godsvraag, het probleem van goed en kwaad en het lijden van de onschuldige mens, komt de lezer van Dostojevski's werk telkens weer tegen. Tussen zijn personages vindt de lezer bescheiden en zelfkritische christenen (zoals Ljev Mysjkin, Sonja Marmeladova, Aleksei Karamazov), zelfvernietigende nihilisten (zoals Arkadi Svidrigailov, Pavel Smerdjakov, Nikolai Stavrogin, de Ondergrondse Mens), de cynische losbandigen (zoals Fjodor Karamazov) en rebelse intellectuelen (Rodion Raskolnikov, Ivan Karamazov).
Dostojevski's personages worden gedreven door ideeën eerder dan door platvloerse biologische of sociale drijfveren. Ze zijn, eerder dan realistische voorstelling, meer een symbolisering van de ideeën die ze vertegenwoordigen. Dostojevski wordt daarom weleens geciteerd als een van de voorlopers van het literair symbolisme.
Dostojevski's romans zijn sterk samengevat in tijd. Soms gebeurt het gros van de gebeurtenissen in één roman in slechts een paar dagen. De personages zijn weinig tijdsgebonden maar eerder een afspiegeling van spirituele waarden en dus per definitie tijdloos, waardoor Dostojevski's romans ook die kant opgaan. Andere thema's die voortdurend terugkomen zijn zelfdoding, verloren eer, ineengestorte familiewaarden, absolute naastenliefde, spirituele verpaupering en ontwaking door lijden, vergeving, verwerping van het Westen en bevestiging van de Russische Orthodoxie en het tsarisme. De roebel en daarmee het geld is een belangrijke terugkomende factor in bijna elke verhaallijn.
Hoewel Dostojevski's werk door Michail Bachtin als 'polyfoon' getypeerd werd, is zijn werk niet in één en amper in meerdere hokjes te vangen. Het oefent invloed uit op uiteenlopende stromingen van de 20ste-eeuwse literatuur, existentialisme en expressionisme in het bijzonder. Samen met Nietzsche zou Dostojevski symbool staan voor het literair modernisme.

## Waardering
Het werk van Dostojevski wordt zeer hoog gewaardeerd door zowel lezers als auteurs. Op de lijst van belangrijkste boeken uit de wereldliteratuur, in 2002 opgesteld door honderd belangrijke auteurs uit 54 landen, was Dostojevski met vier romans het best vertegenwoordigd. Er zijn echter ook auteurs, zoals Vladimir Nabokov en Karel van het Reve, die het werk van Dostojevski hebben bekritiseerd.